# Tân Bình, Đầm Hà
Tân Bình là một xã thuộc huyện Đầm Hà, tỉnh Quảng Ninh, Việt Nam.
Xã Tân Bình có diện tích 63,21 km², dân số năm 2006 là 3370 người, mật độ dân số đạt 53 người/km².